# Peleliu

Localização de Peleliu nas ilhas Palau.

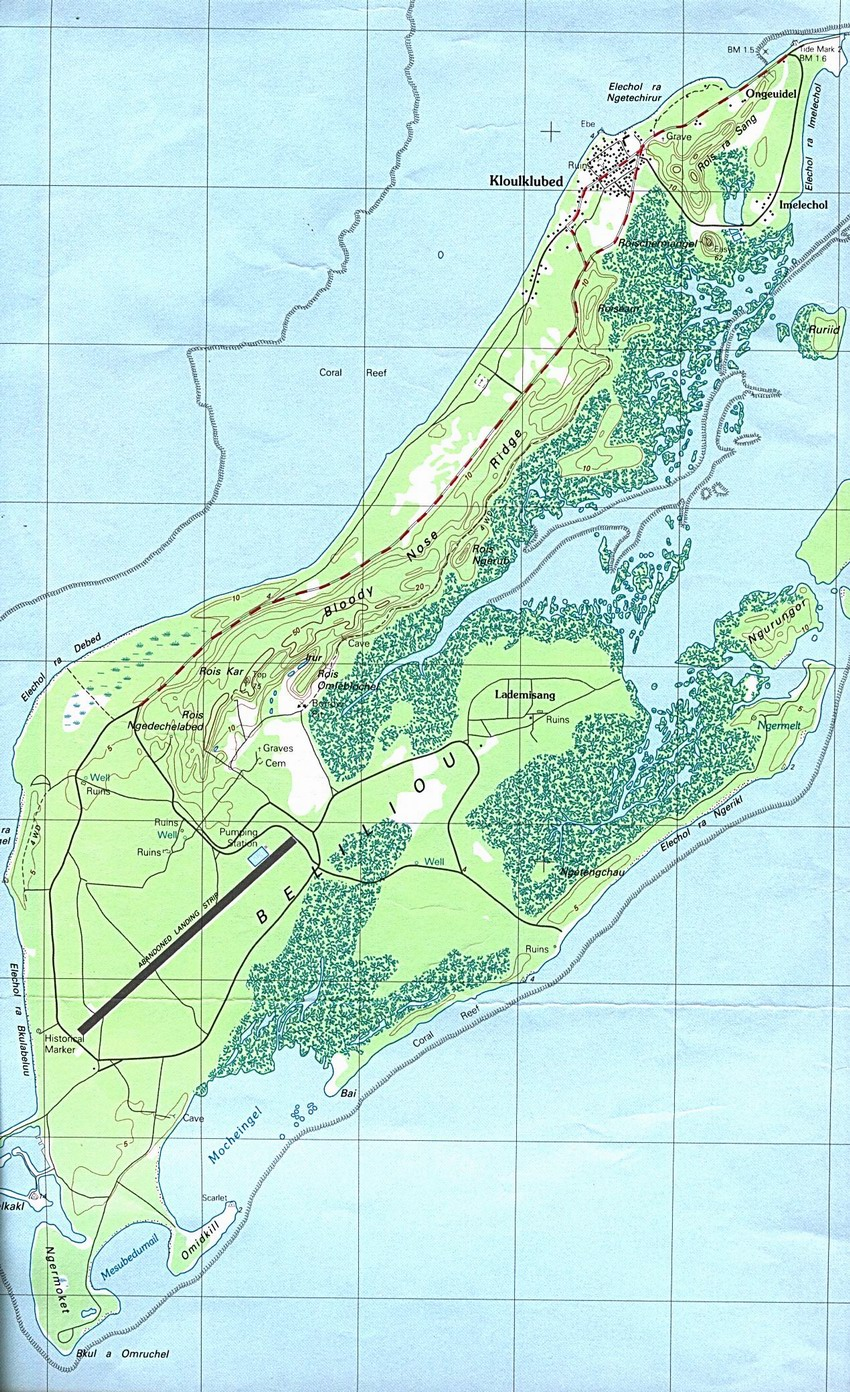
Mapa de Peleliu

Peleliu (ou Beliliou) é uma ilha que pertence à República de Palau. Peleliu junto com duas pequenas ilhas a seu nordeste forma um dos dezesseis estados da República de Palau. Está localizado a nordeste de Angaur e a sudoeste de Koror. Geograficamente, a ilha possui uma forma comprida com formações rochosas de corais. A ilha se tornou notável por ter sido o local da Batalha de Peleliu durante a Segunda Guerra Mundial. Peleliu possui uma área total de 13 km², com uma população de 700, fazendo com que seja o terceiro maior estado de Palau. A maior parte da população de Palau vive na vila de Kloulklubed, a capital do estado, localizado no norte da região costeira. Incluindo a capital, existem 4 vilas na ilha:
- Kloulklubed (noroeste);
- Imelechol (nordeste);

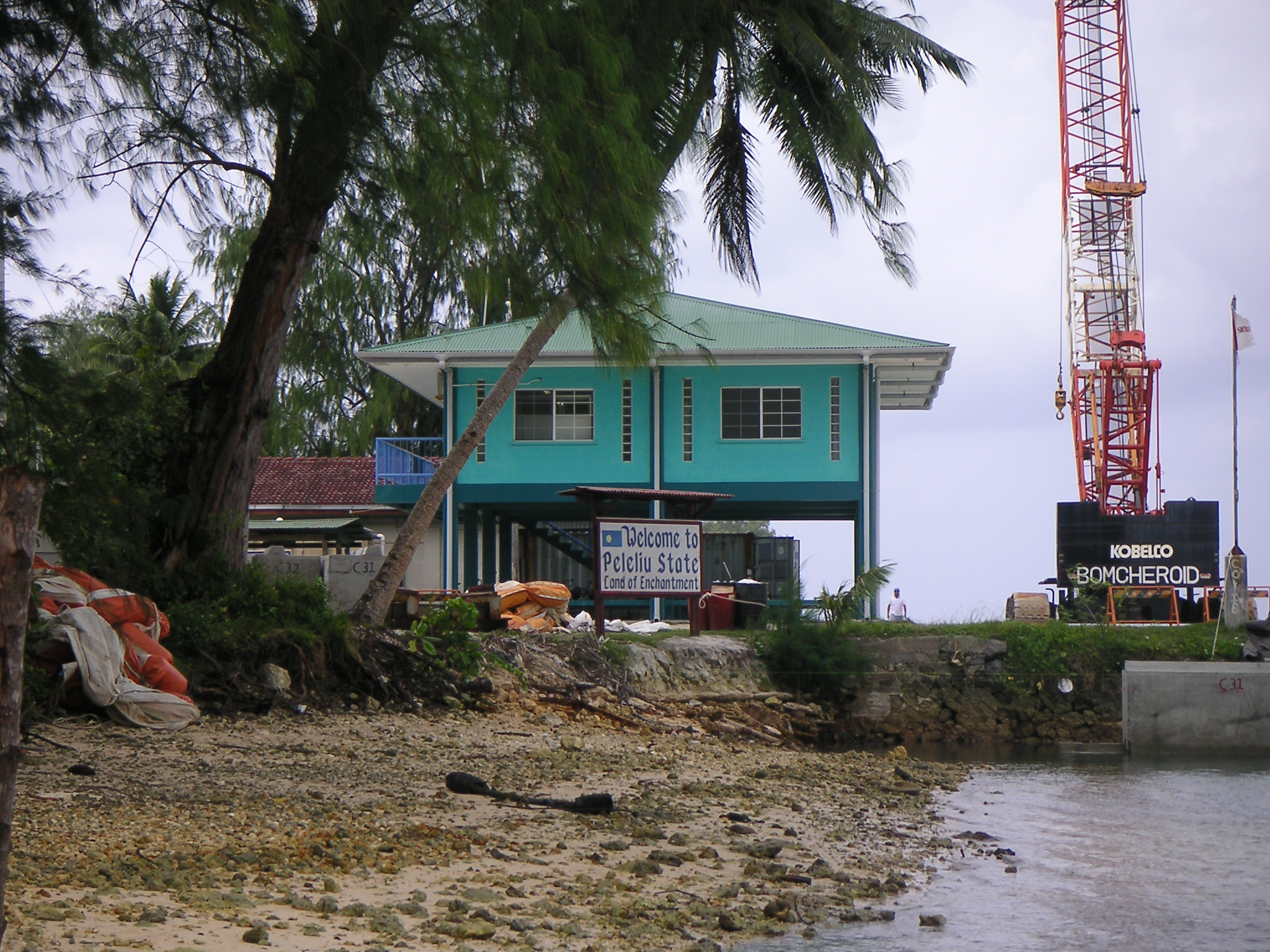
Parte norte da ilha de Peleliu.

- Lademisang (no sul, no centro da ilha);
- Ongeuidel (norte);

## História

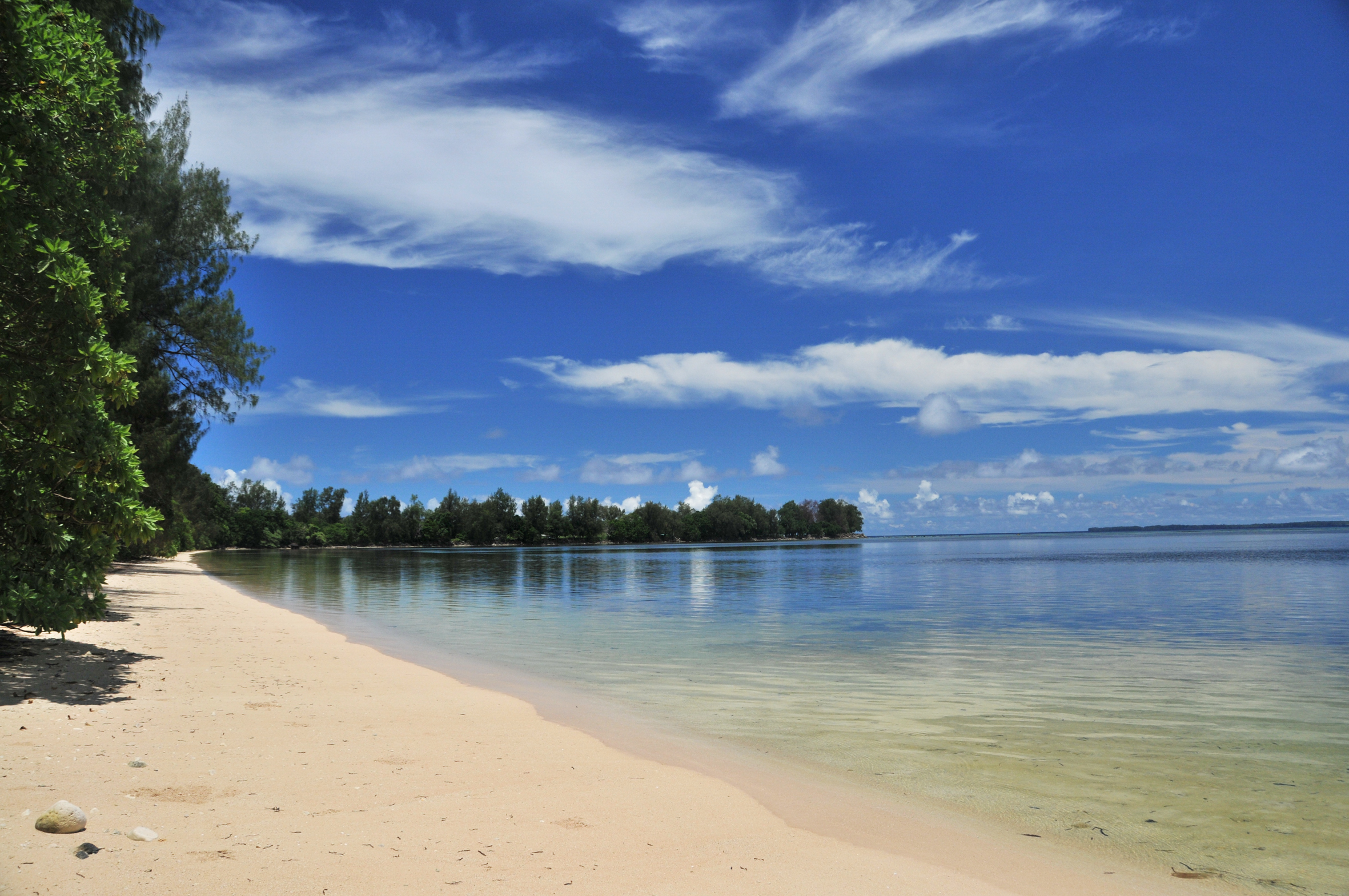
Orange beach

A ilha é notável por ter sido o local da Batalha de Peleliu durante a Segunda Guerra Mundial. Peleliu é um memorial tanto para soldados japoneses como para soldados norte-americanos. Muitos soldados morreram ao longo das praias e cavernas. Muitas das instalações militares como o campo de pouso, bunkers, assim como aviões abatidos, tanques, veículos anfíbios e outros objetos ainda estão visíveis na ilha e nas praias.

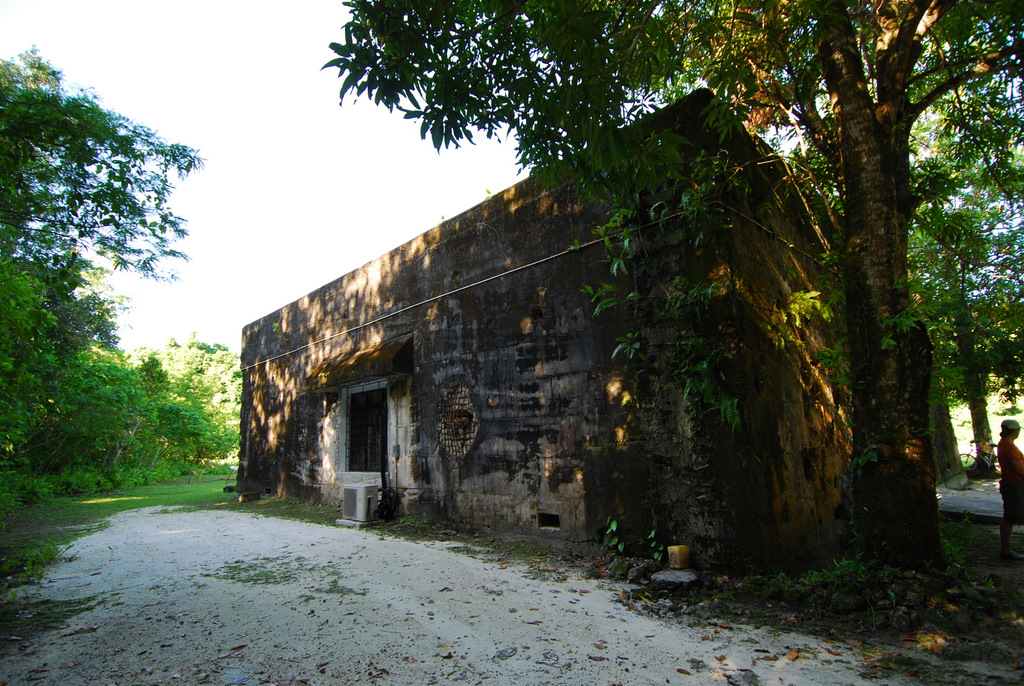
Instalação militar da Segunda Guerra Mundial em Peleliu

A história dessa batalha tem sido retratada em romances históricos, livros, minisséries (The Pacific) e jogos eletrônicos (Call of Duty: World at War).